# Sklepy cynamonowe
Sklepy cynamonowe – zbiór opowiadań Brunona Schulza wydany w 1933 (postdatowany 1934) w Warszawie przez Towarzystwo Wydawnicze „Rój”.

## Powstanie i publikacja zbioru
Pierwsze próby literackie Schulz podejmował prawdopodobnie od roku 1925. Były to m.in. szkice utworów zamieszczonych później w zbiorze Sklepy cynamonowe, które pisarz przesyłał w listach do przyjaciół: Władysława Riffa i Debory Vogel. Już w 1928 r. powstało opowiadanie Noc lipcowa, zostało ono jednak włączone do drugiego tomu, Sanatorium pod Klepsydrą z 1937 r.
Starania o publikację twórczości Schulza rozpoczęła Debora Vogel, nie przynosiły one jednak rezultatów. Dopiero bezpośrednie wstawiennictwo znanej w środowisku literackim pisarki Zofii Nałkowskiej, u której Schulz zabiegał o pomoc, doprowadziło do wydania Sklepów w grudniu 1933 r.

## Tytuł
Sklepy cynamonowe to tytuł zbioru, tytuł opowiadania w zbiorze oraz nazwa miejsca, które pojawia się w toku narracji tego opowiadania. Sklepy te usytuowane są w centrum miasteczka, w którym mieszka główny bohater.

W taką noc nie podobna iść Podwalem ani żadną inną z ciemnych ulic, które są odwrotną stroną, niejako podszewką czterech linij rynku, i nie przypomnieć sobie, że o tej późnej porze bywają czasem jeszcze otwarte niektóre z owych osobliwych a tyle nęcących sklepów, o których zapomina się w dnie zwyczajne. Nazywam je sklepami cynamonowymi dla ciemnych boazeryj tej barwy, którymi są wyłożone.

## Treść
Zbiór opowiada dzieje rodziny kupieckiej z małego galicyjskiego miasteczka, w którym bez trudu dostrzec można podobieństwo do Drohobycza, rodzinnego miasta pisarza. Dziejom tym autor nadał walory mityczne, czemu sprzyja Schulzowski sposób obrazowania − nierzadko wizyjny, oniryczny (np. częsty motyw labiryntu). Jest to więc „rzeczywistość zmitologizowana, przetworzona przez wyobraźnię, artystycznie zdeformowana i wzbogacona wszystkimi możliwymi odniesieniami czy aluzjami do innych dzieł literackich, do wielkich mitów, do innych, bardziej egzotycznych dziedzin rzeczywistości”.
Autor wyłożył swoje założenia w exposé, napisanym dla ewentualnego niemieckiego wydawcy:

W książce tej podjęto próbę wydobycia dziejów pewnej rodziny, pewnego domu na prowincji nie z ich realnych elementów, zdarzeń, charakterów czy prawdziwych losów, lecz poszukując ponad nimi mitycznej treści, sensu ostatecznego owej historii.
Autor odnosi wrażenie, że nie sposób dosięgnąć najgłębszego dna biografii, ostatecznego kształtu losu poprzez opisywanie zewnętrznego życiorysu ani poprzez analizę psychologiczną, choćby nawet docierała jak najgłębiej. Te ostateczne dane ludzkiego życia leżałyby raczej w zupełnie innej dymensji duchowej, nie w kategorii faktów, lecz w ich duchowym sensie. Życiorys wszakże, który zmierza do wyjaśnienia swego własnego sensu, wyostrzony na własne znaczenie duchowe, jest niczym innym jak mitem. (...)
Jednakże to, co zostało przedstawione w tej książce, to bynajmniej nie żadna kulturowo utwierdzona w dziejach, historycznie przypieczętowana mitologia. Elementy tego mitologicznego idiomu wypływają z owej mrocznej krainy wczesnych fantazji dziecięcych, przeczuć, lęków, antycypacji owego zarania życia, które stanowi właściwą kolebkę mitycznego myślenia. Warto było tę mityczną mgłę zgęścić do spójnego, pełnego sensu świata legend, pozwolić, by dojrzewała do pewnego rodzaju osobistej i prywatnej mitologii, nie zatracając przy tym autentycznego podłoża.

Jedną z najważniejszych postaci w utworze jest Ojciec, będący nie tylko głową rodu, kupcem prowadzącym sklep z tekstyliami w rynku, ale też szalonym eksperymentatorem, obdarzonym nadludzkimi możliwościami Demiurgiem, żyjącym na pograniczu życia i śmierci, świata realnego i nierzeczywistego. Niezależnie od literackiej fascynacji postacią ojca, bohaterem opowiadań, a zarazem narratorem, jest Józef. W postaci tego młodego chłopca, z dziecięcą fascynacją odkrywającego otaczający świat, odbijają się wyraźnie cechy samego Schulza.

## Język
Schulz operuje niezwykle oryginalnym, bogatym językiem, pełnym „różnorodnych, ekscentrycznych ciągów metafor”. Metafory mają różne funkcje: pisarz ożywia np. świat przedmiotów (animizacja) albo przedstawia ludzi w postaci zwierząt. Stosuje zdania wielokrotnie złożone, nie stroni od używania słów obcych, nierzadko zapomnianych, staroświeckich, a także terminów z dziedzin naukowych, np. biologii. Na te zabiegi zwracali uwagę już pierwsi krytycy, m.in. Tadeusz Breza: „Schulz nie gardzi takimi słowami, jak: Analogon, telluryczny, suficiencja, dymencje, respiracje, reparatury. W ostatnich czasach unikaliśmy takich słów. (...) Zagraniczne słowa dawały kontekstom posmak sztuczności. Tak się te rzeczy odczuwało i, zresztą do dziś, odczuwa. U Schulza słowa obce brzmią nie cudzoziemsko, ale zaziemsko.”

## Recepcja utworu
Zbiór ocenili pozytywnie m.in. Leon Piwiński, Tadeusz Breza (określał tę prozę jako nieprawdopodobnie piękną i rekord wcielonej poezji), a także Stanisław Ignacy Witkiewicz, Antoni Słonimski, Julian Tuwim i Adolf Nowaczyński. Przy czym pierwsi recenzenci dostrzegali przede wszystkim walory językowe utworu; nieliczni natomiast (w tym Witkacy) dostrzegali metafizyczną warstwę opowiadań. Utwór wymieniano jako kandydata do nagrody „Wiadomości Literackich”. Pojawiały się także recenzje negatywne i napastliwe, głównie formułowane przez prasę prawicową i lewicową, potępiającą literaturę awangardową. Zarzucano Schulzowi manieryzm i bezużyteczność.
Po wydaniu Sklepów cynamonowych Bruno Schulz, dotychczas skromny nauczyciel z Drohobycza, niemal z dnia na dzień stał się znanym pisarzem.

## Tytuły opowiadań w zbiorze
- Sierpień
- Nawiedzenie
- Ptaki
- Manekiny

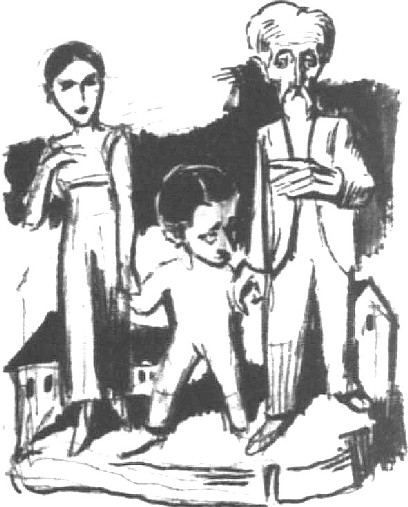
Sklepy cynamonowe, ilustracja

- Traktat o manekinach albo Wtóra Księga Rodzaju
- Traktat o manekinach. Ciąg dalszy
- Traktat o manekinach. Dokończenie
- Nemrod
- Pan
- Pan Karol
- Sklepy cynamonowe
- Ulica Krokodyli
- Karakony
- Wichura
- Noc wielkiego sezonu